# Jan-Ingwer Callsen-Bracker
Jan Ingwer Callsen-Bracker (23 de septiembre de 1984) es un exfutbolista alemán que jugaba como defensa.
En septiembre de 2019 se unió a la academia de la DFB.

## Selección nacional
Fue internacional con la selección de fútbol sub-21 de Alemania.

## Clubes
| Club                             | País     | Año       |
| -------------------------------- | -------- | --------- |
| Bayer 04 Leverkusen              | Alemania | 2004-2008 |
| Borussia Mönchengladbach         | Alemania | 2008-2010 |
| F. C. Augsburgo                  | Alemania | 2011-2019 |
| 1. F. C. Kaiserslautern (cedido) | Alemania | 2018      |